# Giuffria
Giuffria  (Джуфри́я) — американская хард-рок-группа, основанная в начале 1980-х годов Греггом Джуффрией  (после его ухода из группы Angel).
Музыкальный сайт AllMusic называет их «мелодичной хард-роковой группой 1980-х годов», схожей по стилю с пауэр-поповым / арена-хард-роковым стилем группы Journey.
Коллектив наиболее известен по хиту «Call to the Heart» с их дебютного альбома 1984 года Giuffria. Альбом был успешен, но не особо (26 место в Billboard 200), а песня «Call to the Heart» поднялась в Горячей сотне «Билборда» до 15 места. Потом Giuffria гастролировала как разогревающий акт с группами Deep Purple и Foreigner, а затем провела уже собственный тур, по Японии.

## Состав
Настоящее время:
- Дэвид Глен Эйсли – вокал, клавишные (1983–1987, 2015), гитара (2015)
- Крейг Голди – гитара, бэк-вокал (1983–1985, 2015), бас-гитара (2015)
- Алан Криггер – ударные (1984–1987, 2015)
- Адам Эммонс – клавишные (2015)

В прошлом:
- Грегг Джуфрия – клавишные, бэк-вокал (1983–1987)
- Том Квинтон – ударные (1983–1984)
- Ленни Кордола – гитара (1985–1987)
- Рик Боццо – бас-гитара (1985–1986)
- Дэвид Сайкс – бас-гитара (1986–1987)
- Чак Райт – бас-гитара, бэк-вокал (1983–1985, 1987)
- Кен Мэри – ударные (1987)

## Дискография

### Альбомы
- Giuffria (1984, MCA Records)
- Silk + Steel (1986, MCA Records)
- Giuffria III (1987, не вышедший)